# Фотогравюра

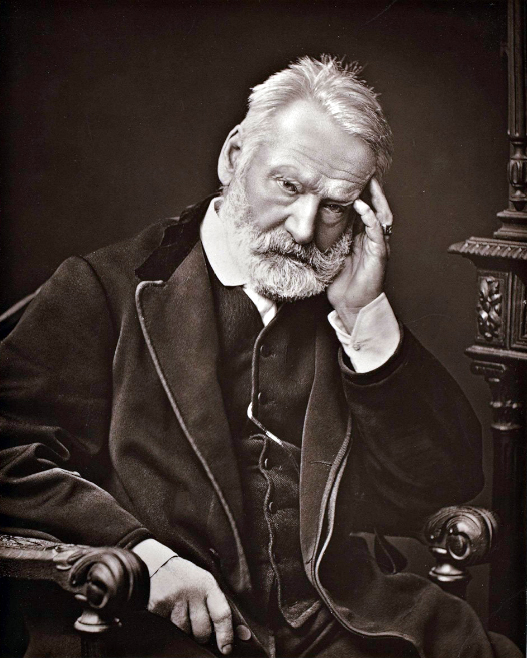
Станіслав Юліан Остроруґ. (Stanisław Julian Ostroróg). Віктор Гюго, близько 1878 р.

Фотогравюра, геліогравюра (грец. Helios — сонце, фр. Gravure — друкований відбиток) — фотомеханічний процес, що дозволяє отримувати кліше для глибокого друку напівтонових зображень. До початку XXI століття технологія залишалася неперевершеною за якістю відтворення фотографічних творів, успішно конкуруючи з фототипією. Термін «геліогравюра» застосовують як до самого процесу, так і до відбитків, отриманих за його допомогою.

## Історія створення

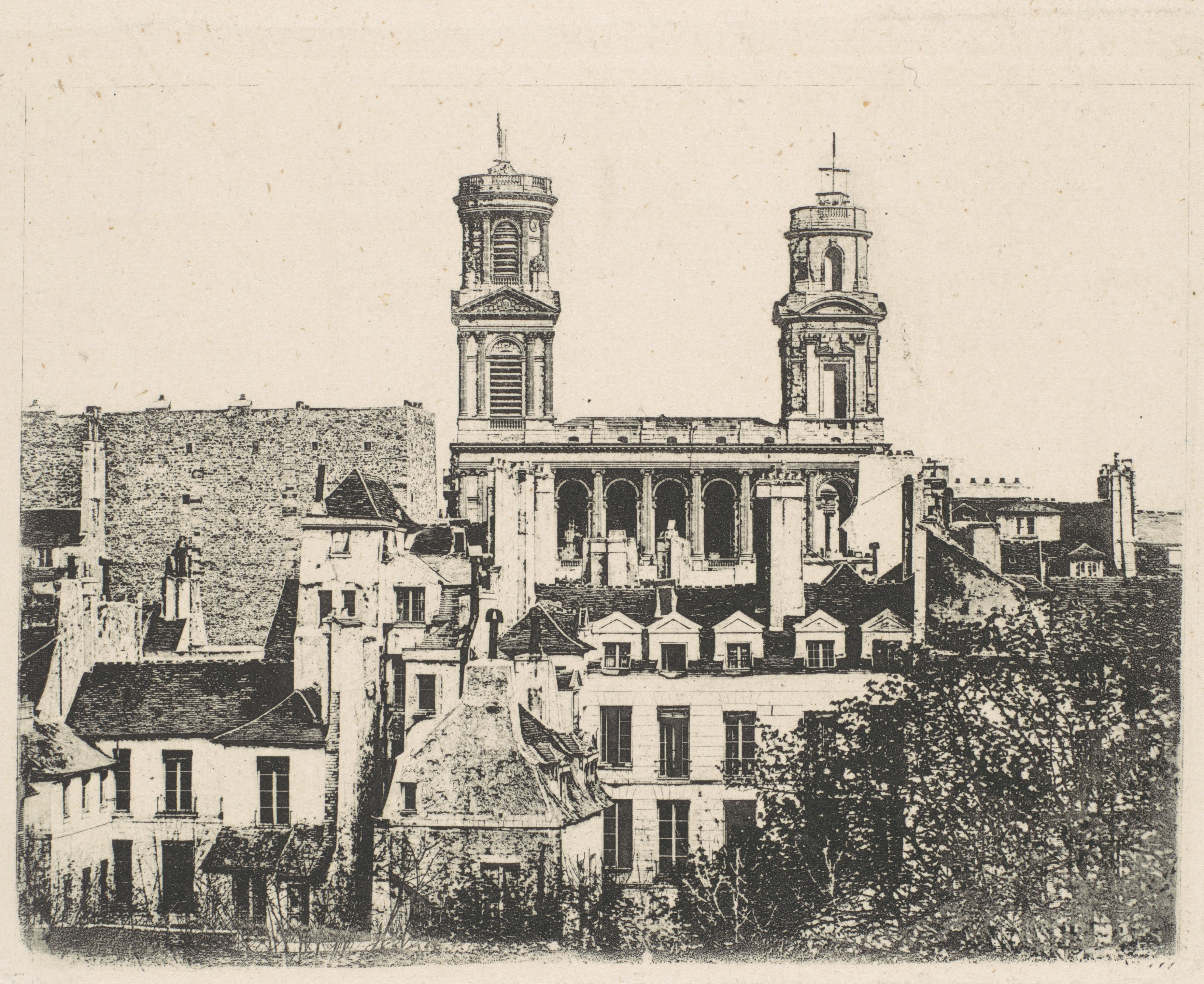
Арман Іпполіт Луї Фізо. Церква Сен-Сюльпіс, близько 1841 р.

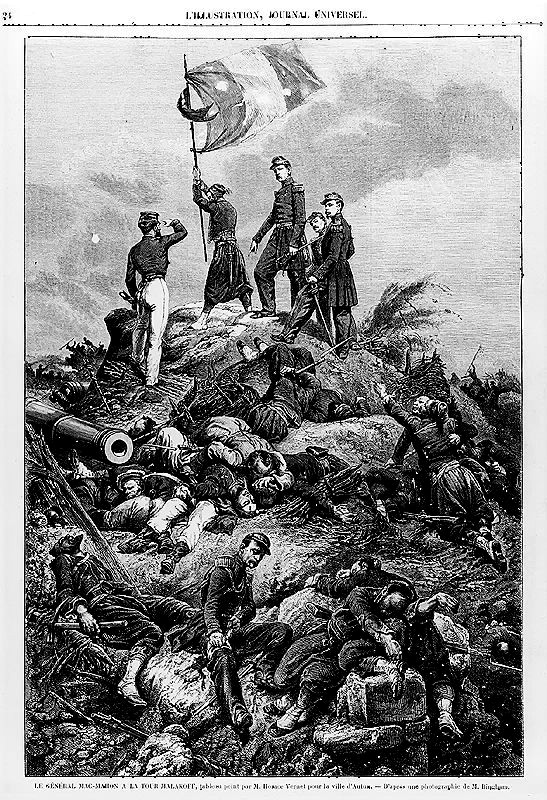
Генерал Патріс де Мак-Магон після здобуття Малахового кургану у 1855 році. Фотогравюра Роберта Джефферсона Бінгема з картини Ораса Верне, 1859

Перші спроби створення фотомеханічної технології відтворення малюнків і гравюр були зроблені Нісефором Ньєпсом, який у 1822 році винайшов геліограф. Олов'яна пластинка або літографський камінь, покриті шаром асфальту, дозволяли виготовити кліше для друку творів графіки. Однак, низька якість передачі півтонів робило процес непридатним для тиражування дагеротипів.

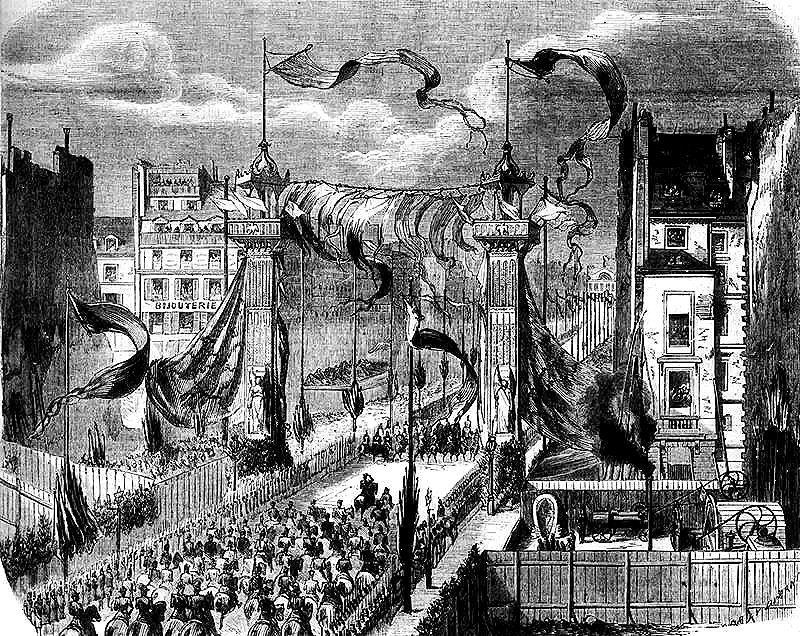
П'єр-Амбруаз Рішбур (Pierre-Ambroise Richebourg). Урочисте відкриття Севастопольського бульвару в Парижі 5 квітня 1858 року

Більш досконала техніка під назвою «геліогравюра» винайдена в другій половині XIX століття англійськими вченими Вільямом Генрі Фокс Талботом і Джозефом Вілсоном Своном. Талбот розробив спосіб травлення мідних пластин, покритих світлочутливим шаром фотографічного желатину, запатентувавши його в 1858 році. Свон винайшов пігментний папір для способу фотодруку з тією ж назвою. Об'єднання цих технологій дозволило отримати фотомеханічний спосіб виготовлення друкарських кліше для високоякісного відтворення фотознімків. Значний внесок у вдосконалення технології зробив фотохудожник Карел Кліч (Karel Klíč), який у 1878 році отримав остаточний варіант геліогравюри, іноді згадуваний під назвою «процес Талбота — Кліча».

## Опис технології
Процес виготовлення кліше починається з отримання діапозитивів оригінального зображення, для чого великоформатним фотоапаратом знімається його репродукція. Світлочутливий пігментний папір експонують ультрафіолетовим випромінюванням крізь діапозитив, виготовлений з негативу репродукції. Під дією світла хромований желатин задублюється в експонованих місцях пропорційно кількості випромінювання. Після експозиції папір притискають до металевої (найчастіше мідної) пластини, покритої асфальтовим порошком, в подальшому створюючи нерегулярний растр. Проявлення виконується гарячою водою, яка розчиняє незадублений желатин з пігментом у тінях.
В результаті прояву копії на пластині виходить пігментний рельєф різної товщини відповідно до насиченості тонів зображення. При подальшому хімічному травленні хлористим залізом його глибина і інтенсивність залежать від товщини пігментного шару. Тому в місцях пластини, не покритих желатином, утворюються поглиблені друковані елементи, глибина яких пропорційна отриманій крізь діапозитив експозиції. Растр використовується для збільшення прилипання фарби до ділянок кліше, які відповідають тіням. Замість асфальтового порошку, вперше застосованого Тальботом, іноді використовувалися сітки з регулярним растром.
При друці ділянки кліше, які отримали найменшу експозицію, утримували більше фарби, ніж піддані максимальної інсоляції за рахунок більшої глибини травлення. При цьому технологія здатна передавати найтонші нюанси півтонів між найсвітлішими та найбільш темними. Геліогравюра відрізняється високою якістю відтворення, однак друкарські верстати, придатні для даної технології, мають порівняно низьку продуктивність. Подальше вдосконалення процесу призвело до винаходу сучасних способів растрової глибокого друку.

## Застосування
На початку ХХ століття геліогравюра була взята на озброєння фотографами-пікторіалістами, які захоплювалися чудовою якістю тиражних зображень, виконаних за цим методом. Геліогравюри широко використовувалися при виданні енциклопедій. Так, Енциклопедичний словник Гранат використовував «геліогравюри англійського типу» (як  зазначалось у переліку ілюстрацій до кожного тому) для виготовлення вкладок з репродукціями картин відомих художників.
Серед періодичних видань початку ХХ століття можна назвати журнал Альфреда Стігліца Camera Work (1903—1917), а з сучасних журналів, що зберігають цю традицію, — малотиражний журнал ХХІ століття: Journal of Contemporary Photography.